# 徐以烜
徐以烜（1702年—1771年），字養資，號潤亭，浙江杭州府錢塘縣人，清朝政治人物。

## 生平
康熙五十九年（1720年）庚子科浙江鄉試舉人，雍正八年（1730年）庚戌科二甲第五十七名進士。選翰林院庶吉士，散館授編修，乾隆五年（1740年）升國子監司業，八年（1743年）升翰林院侍講，九年（1744年）升侍講學士，十一年（1746年）升詹事府詹事，十二年（1747年）丁父憂。服闋，十五年（1750年）起復原職，十八年（1753年）升內閣學士兼禮部右侍郎，同年任順天學政，二十三年（1758年）改太常寺卿，二十四年（1759年）丁母憂。服闋，二十七年（1762年）起復原職，三十一年（1766年）引疾告假回籍，三十六年（1771年）卒於家。

## 家族
祖父徐潮，吏部尚書；父徐本，太子太保、東閣大學士、軍機大臣兼戶部尚書；叔父徐杞，宗人府府丞。